# Hypolepis incisa
Hypolepis incisa là một loài thực vật có mạch trong họ Dennstaedtiaceae. Loài này được (Kunze) C. Chr. miêu tả khoa học đầu tiên năm 1905.